# Заблатје (Леград)
Заблатје је насељено место у саставу општине Леград у Копривничко-крижевачкој жупанији, Република Хрватска.

## Историја
До територијалне реорганизације у Хрватској налазило се у саставу старе општине Копривница.

## Становништво
На попису становништва 2011. године, Заблатје је имало 231 становника.

## Попис1991.
На попису становништва 1991. године, насељено место Заблатје је имало 326 становника, следећег националног састава:
| Попис 1991.‍  | Попис 1991.‍  | Попис 1991.‍ | Попис 1991.‍ | Попис 1991.‍ |
| ------------ | ------------ | ----------- | ----------- | ----------- |
|              |              |             |             |             |
| Хрвати       | Хрвати       |             | 319         | 97,85%      |
| неопредељени | неопредељени |             | 1           | 0,30%       |
| непознато    | непознато    |             | 6           | 1,84%       |
| укупно: 326  |              |             |             |             |